# Боремельська сільська територіальна громада
Боремельська територіальна громада — територіальна громада України, в Дубенському районі  Рівненської області. Адміністративний центр — село Боремель.
Площа громади — 102,96 км², населення — 3284 мешканці (2018). Населення - 3170 мешканців (2025).
Утворена 20 липня 2016 року шляхом об'єднання Боремельської, Золочівської та Малівської сільських рад Демидівського району.
19 липня 2020 року, в результаті адміністративно-територіальної реформи та ліквідації Демидівського району, громада увійшла до складу Дубенського району.

## Населені пункти
До складу громади входять 11 сіл: Берестечко, Більче, Боремель, Золочівка, Малеве, Набережне, Ниви-Золочівські, Новий Тік, Пашева, Смиків та Шибин.